# Mine de Mountain Pass
La mine de Mountain Pass est une mine à ciel ouvert de terres rares située dans le Comté de San Bernardino en Californie aux États-Unis. Elle est une des mines principales de terres rares au XXe siècle.

## Géologie
Les dépôts de Mountain Pass sont des inclusions de carbonatite précambrienne dans le gneiss et sont vieux de 1,4 milliard d'années. Ils contiennent de 8 à 12 % d'oxydes de terres rares, principalement sous forme de bastnäsite. Les roches d'accompagnement sont: calcite, barite et dolomite. Mountain Pass est le plus grand gisement de bastnäsite avec sa teneur extrêmement élevée en roche.
Les métaux suivants ont été extraits du gisement :
- Cérium
- Lanthane
- Néodyme[2]
- Europium

En 2008, les gisements étaient estimés à 20 millions de tonnes de minerai avec une teneur en oxydes de terres rares de 5 % et plus (teneur moyenne : 8,9 %).

## Historique

La mine de Mountain Pass a dominé la production mondiale de terres rares des années 1960 aux années 1980.

### Découverte
Le site est découvert le 23 avril 1949 par trois hommes (l'ingénieur Herbert Spencer Woodward, le gérant de station-service P.A. Simon et Clarence Watkins) attirés par sa radioactivité naturelle. Ils y recueillent un minerai lourd et de couleur brun clair qu'ils ne parviennent pas à identifier. Ils l'envoient donc au minéralogiste Edward Theodore Schenk du bureau des Mines (en) de Boulder City pour analyses. Celui-ci détermine, au moyen d'un examen spectroscopique, qu'il s'agit de bastnäsite, ce qui est confirmé fin juillet 1949 par Donnel Foster Hewett (de) et les équipes de l'Institut d'études géologiques des États-Unis basées à Washington, D.C..

### Exploitation
La Molybdenum Corporation of America crée la mine et la production commence en 1952. Elle augmente considérablement dans les années 1960 avec la demande en europium utilisé par les écrans des téléviseurs en couleurs. Le gisement a été exploité à plus grande échelle entre 1965 et 1995. Pendant cette période, la mine fournissait l'essentiel de la consommation mondiale de métaux de terres rares. La Molybdenum Corporation of America a changé sa dénomination sociale pour devenir Molycorp en 1974. La société a été acquise par Union Oil en 1977, laquelle est à son tour intégrée à Chevron Corporation en 2005.
En 1998, l’usine de séparation de la mine a cessé la production de composés de terres rares raffinées; elle a continué à produire du concentré de bastnäsite. La production minière s’arrête en 2002, le marché était devenu défavorable à la rentabilité de la mine et la société était incapable de financer les investissements nécessaires au respect des mesures environnementales édictées par le gouvernement californien après que des milliers de litres d'eau radioactive aient été accidentellement déversés dans la nature.

#### Réouverture de la mine
En 2008, Chevron vend la mine à la société privée Molycorp Minerals LLC. .
Molycorp annonce la reprise de la production le 27 août 2012. La mine de Moutain Pass devient alors stratégique pour les États-Unis, en garantissant leur sécurité nationale en termes de terres rares (les États-Unis étaient alors dépendants à 100 % de la Chine pour leurs importations d'yttrium). Cela valorise la société cotée au New York Stock Exchange sous le symbole MCP.
Molycorp, alors seul producteur non chinois de terres rares avec l’australien Lynas (en), équipe la mine d'une installation de traitement ultramoderne de 1,25 milliard de dollars américains. La mine produit alors principalement un alliage néodyme-fer-bore entrant dans la composition des aimants permanents au néodyme.
En 2014, la mine assure 3,5 % de la production mondiale soit environ 5 000 tonnes. Mais compte tenu de coûts de production trop élevés et d'une baisse des cours des premières matières orchestrée par la Chine, la société se déclare en faillite en juin 2015, après treize trimestres consécutifs de pertes. Elle avait accumulé une dette de 1,7 milliard de dollars.
En 2017, elle est rachetée pour 20,5 millions de dollars par MP Mine Operations LLC - un consortium comprenant JHL Capital, basé à Chicago, à 65 % de l’entreprise de Mountain Pass, QVT Financial LP, société basée à New York, à 25 % et le mineur chinois de terres rares Shenghe Resources à 10 %,. L'activité reprend en janvier 2018 et MP Materials emploie alors directement environ 175 personnes.
La mine a produit 14 000 tonnes en 2018, 28 000 tonnes en 2019 et 38 500 tonnes en 2020, soit plus de 15 % de la production mondiale. Elle emploie 300 personnes en juin 2021 et 200 embauches sont encore prévues d'ici 2022. MP Materials entame la deuxième étape de son développement : la séparation des métaux, actuellement réalisée en Chine, pour la relocalisation de laquelle elle va investir 200 millions de dollars ; la troisième étape, à partir de 2025, sera la production des aimants.
La seule mine de terres rares américaine dans le désert des Mojaves, en Californie, est relancé avec le soutien du gouvernement américain. MP Materials opére la mine de Mountain Pass pour un marché mondial demandeur des aimants aux terres rares pour les moteurs électriques et les éoliennes. Un accord est signé en décembre 2021 entre MP Materials et General Motors pour la fourniture d’aimants au Néodyme utilisé dans la production de ses voitures électriques.